# Regina Vater
Regina Vater (Rio de Janeiro, 1943. május 11. –) amerikai-brazil fotóművész és festőművész. Főleg a brazil és az afrobrazil mitológia témakörökben alkotott képeiről ismert. Ő készítette a Tropicália mozgalom első borítóját.